# Filozofska fakulteta v Moskvi
Filozofska fakulteta v Moskvi  je javna fakulteta, ki ponuja študij filozofije in deluje v sklopu Moskovske državne univerze; ustanovljena je bila leta 1755.